# Il sogno del maratoneta
Il sogno del maratoneta è una miniserie televisiva italiana in due puntate del 2012.
La fiction racconta la storia romanzata del leggendario Dorando Pietri, qui interpretato da Luigi Lo Cascio, atleta italiano vincitore (poi squalificato) della maratona alle Olimpiadi di Londra del 1908.
È stata trasmessa in prima visione da Rai 1 il 18 e 19 marzo 2012. È stata nominata al 26° «Festival internazionale dei programmi audiovisivi» (FIPA) di Biarritz del gennaio 2013 nelle categorie Fiction e Compétition.

## Trama

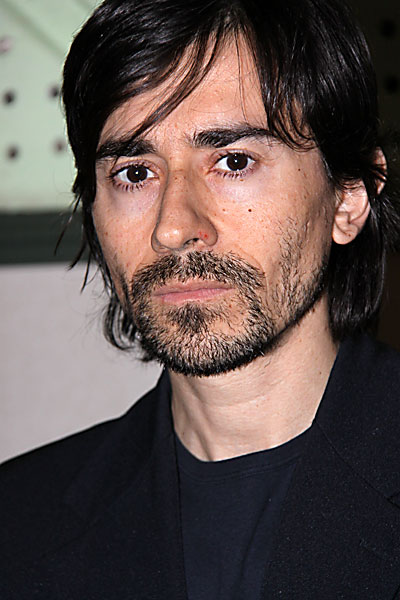
Luigi Lo Cascio, interprete di Dorando Pietri.

Carpi, 1905. L'allenatore Ulpiano e suo fratello Dorando Pietri sono due atleti con una grande passione, correre; il loro sogno più grande è quello di partecipare ai Giochi olimpici. La società podistica Vigor, di proprietà di Barbisio, è la più importante della zona e come miglior atleta viene considerato Pericle Rondinella, un mito anche per i fratelli Pietri. Al primo esame Dorando viene scartato da Barbisio per la sua statura piccola e rachitica. Come per una sfida Dorando partecipa a una maratona e con un vassoio in mano vince davanti a Rondinella; ma poi alla sfida seguente viene battuto.
Queste due sfide non vengono ignorate dal vecchio Ottavio che si offre per allenare il ragazzo, e sotto la sua guida Dorando diviene campione d'Italia battendo proprio Rondinella; nel 1908, a Londra, tocca a lui rappresentare la sua patria ai Giochi olimpici. L'ingresso di Dorando al White City Stadium viene salutato con calore, ma lui è stanco e, disorientato, sbaglia di direzione, poi cade, si alza ma cade ancora mentre la folla e la giuria lo incita a continuare, ma non ce la fa più. A quel punto arriva nello stadio l'americano Johnny Hayes e Dorando con un ultimo sforzo riesce a riprendersi, vince e crolla subito dopo il filo di lana, tra lo sconforto dei genitori e di tutti i suoi tifosi che temono il peggio. Ma ce la fa e si salva.
La gioia di Dorando ha breve durata perché gli americani fanno ricorso: secondo loro era stato sostenuto e aiutato, e così viene squalificato in favore di Hayes. A testimonianza dell'ammirazione sua e del popolo inglese, e per sostituire la vittoria negata, la regina Alexandra lo premia personalmente con una coppa uguale a quella del vincitore, ma per Dorando son finiti i sogni e, tornato a Carpi non gareggerà mai più. Sarà la sua vita sentimentale a farlo altalenare tra la gioia e lo sconforto.

## Produzione
La fiction è liberamente tratta dal romanzo Il sogno del maratoneta di Giuseppe Pederiali, pubblicato da Garzanti Libri. La storia narrata è stata ricostruita anche grazie agli archivi storici della società La Patria. La miniserie è stata interamente girata in Italia, in Piemonte (incluse le scene ambientate al White City Stadium di Londra) e a Carpi. Lo stabilimento di cappelli presente nella fiction è la storica sede della Barbisio.

## Colonna sonora
La colonna sonora della miniserie è stata scritta dal compositore Carlo Crivelli e incisa dall'Orchestra Città Aperta. È stata inoltre utilizzata la Jazz Suite No. 2 - Valzer II, composta da Dmitrij Šostakovič.

## Accoglienza
La prima puntata ottiene 4 022 000 ascolti e il 15,5% di share. La seconda 3 998 000 ascolti e il 14,50% di share.